# Roridomyces
Roridomyces Rexer – rodzaj grzybów z rodziny grzybówkowatych (Mycenaceae). W Polsce występuje jeden gatunek.

## Systematyka i nazewnictwo
Pozycja w klasyfikacji według Index Fungorum: Mycenaceae, Agaricales, Agaricomycetidae, Agaricomycetes, Agaricomycotina, Basidiomycota, Fungi. 
Synonim nazwy naukowej: Roridella E. Horak. 

## Gatunki
- Roridomyces appendiculatus Rexer 1994
- Roridomyces austrororidus (Singer) Rexer 1994
- Roridomyces irritans (E. Horak) Rexer 1994
- Roridomyces lamprosporus (Corner) Rexer 1994
- Roridomyces mauritianus (Robich & Hauskn.) Hauskn. & Krisai 2008
- Roridomyces palmensis (Miersch & Dähncke) Miersch & Dähncke 2010
- Roridomyces praeclarus (E. Horak) Rexer 1994
- Roridomyces roridus (Fr.) Rexer 1994 – tzw. grzybówka śluzowatotrzonowa
- Roridomyces subglobosus (Berk. & M.A. Curtis) Rexer 1994

Nazwy naukowe na podstawie Index Fungorum. Nazwy polskie według Władysława Wojewody.